# Desa Lebaksari (administrativ by i Indonesien, Jawa Barat)
Desa Lebaksari är en administrativ by i Indonesien.   Den ligger i provinsen Jawa Barat, i den västra delen av landet, 70 km söder om huvudstaden Jakarta.